# Edith Simon
Pour les articles homonymes, voir Simon.
Edith Simon, née le 24 août 1961, est une judokate autrichienne. Championne du monde en 1980, elle est aussi double championne d'Europe en 1982.

## Palmarès international
| Année | Compétition           | Lieu     | Résultat | Catégorie         |
| ----- | --------------------- | -------- | -------- | ----------------- |
| 1980  | Championnats du monde | New York | 1re      | Moins de 66 kg    |
| 1981  | Championnats d'Europe | Madrid   | 3e       | Moins de 66 kg    |
| 1982  | Championnats d'Europe | Oslo     | 1re      | Moins de 66 kg    |
| 1982  | Championnats d'Europe | Oslo     | 1re      | Toutes catégories |